# Tarzan Triumphs
Tarzan Triumphs is een Amerikaanse avonturenfilm uit 1943. Het is de zevende Tarzan-film met Johnny Weissmuller in de hoofdrol, maar in tegenstelling tot de vorige zes films werd deze niet gedistribueerd door MGM maar door RKO Pictures. De regie was in handen van Wilhelm Thiele.

## Verhaal
Tarzan neemt het op tegen een groep Nazi’s die de verloren stad Pallandria, geregeerd door prinses Zandra, hebben veroverd. Hij wordt bijgestaan door zijn adoptiefzoon Boy en zijn chimpansee Cheeta.

## Rolverdeling
| Acteur             | Personage                    |
| ------------------ | ---------------------------- |
| Johnny Weissmuller | Tarzan                       |
| Johnny Sheffield   | Boy                          |
| Frances Gifford    | Zandra                       |
| Stanley Ridges     | Colonel Von Reichart         |
| Sig Ruman          | Sergeant                     |
| Philip Van Zandt   | Captain Bausch               |
| Rex Williams       | Lieutenant Reinhardt Schmidt |
| Pedro de Cordoba   | Oman, the Patriarch          |

## Achtergrond
Maureen O'Sullivan, die in de vorige zes films de rol van Jane vertolkte, kon niet aan deze film meewerken vanwege zwangerschap.